# Raymond FitzGerald

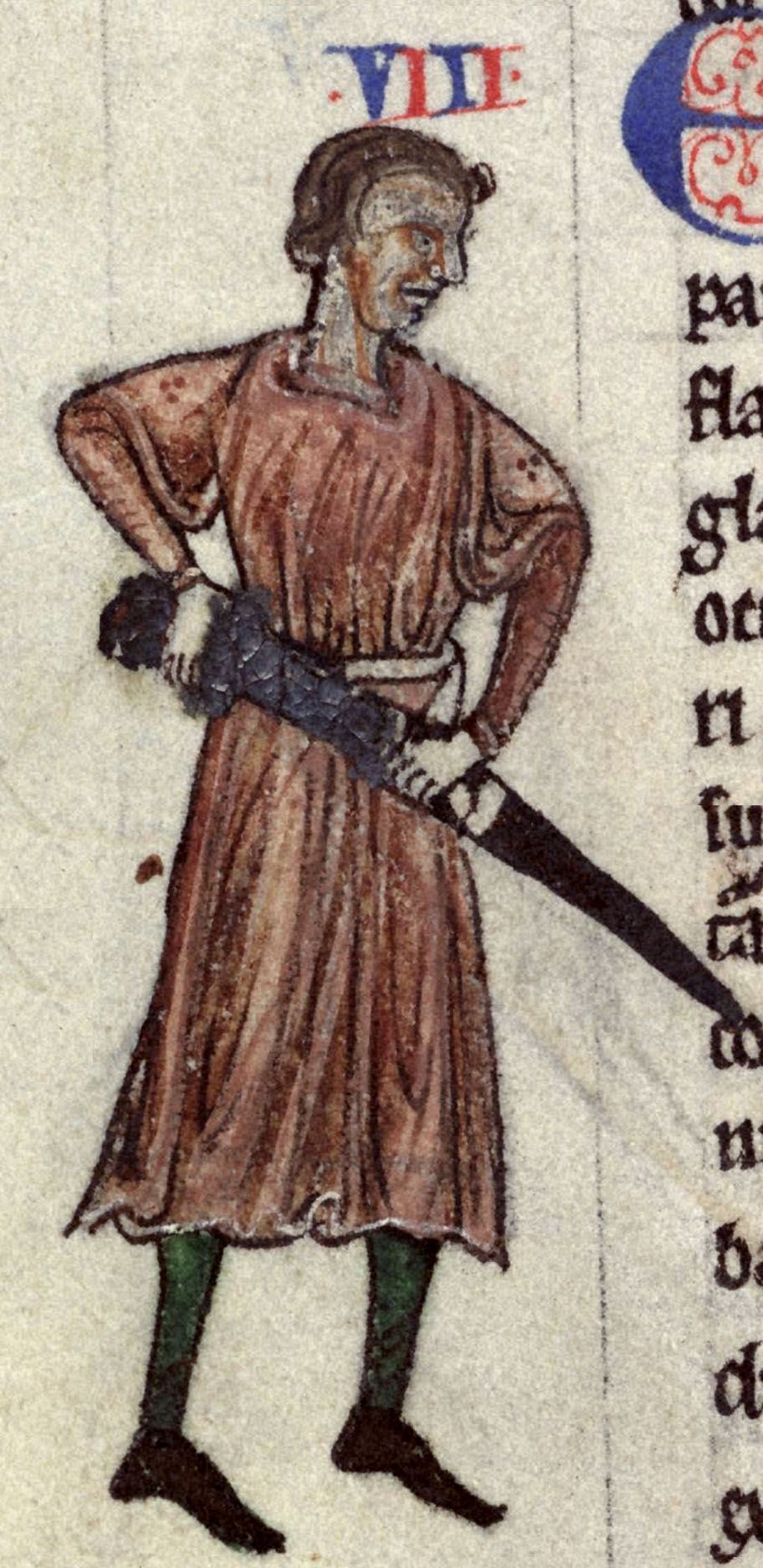
Raymond FitzGerald in einer Darstellung aus dem 13. Jahrhundert in einer Handschrift der Expugnatio Hibernica von Gerald de Barri

Raymond FitzGerald (* 12. Jahrhundert; † zwischen 1189 und 1200), auch in Anspielung auf seine stämmige Figur Raymond le Gros genannt, war ein in Wales geborener Engländer normannischer Abstammung, der neben Strongbow in führender Position an der anglonormannischen Eroberung von Irland teilnahm und 1174 zum Constable von Irland ernannt wurde. Er gilt als der fähigste Kommandant der englischen Invasion in Irland und gleichzeitig als eine ihrer schillerndsten Figuren.

## Leben

### Familie und Jugend

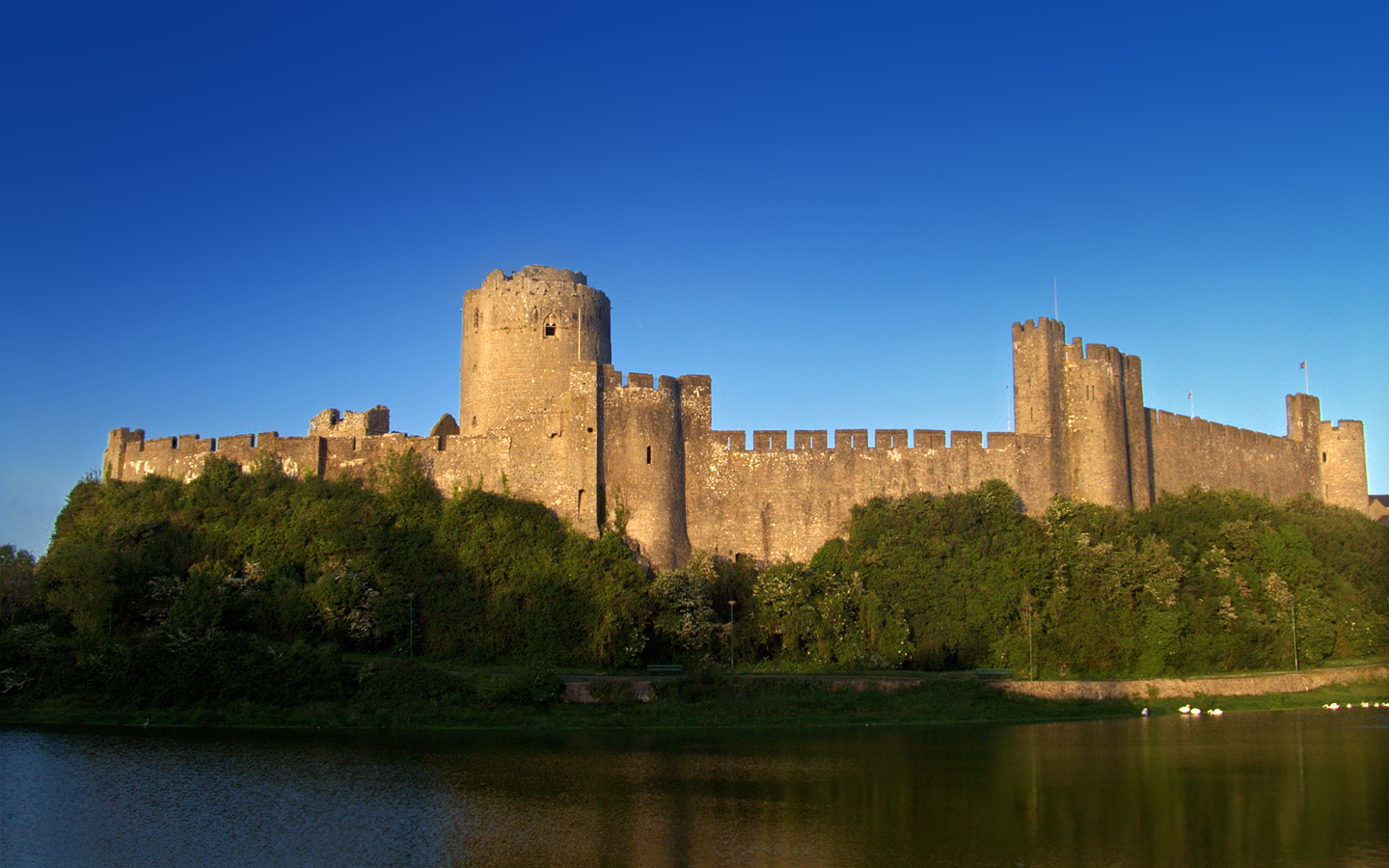
Am Pembroke Castle im Südwesten von Wales gehörte Raymond zum Hofe von Strongbow. Allerdings war die Anlage zu seiner Zeit noch etwas einfacher; die heute noch zu sehende Form geht auf die Ausbauten im 13. Jahrhundert zurück.

Raymond wuchs in Wales auf und gehörte im Pembroke Castle dem Hof von Strongbow an. Er war einer der Enkel der Prinzessin Nest ferch Rhys, einer Tochter von Rhys ap Tewdwr, dem letzten unabhängigen Prinzen von Südwales. Fast alle führenden Personen der später folgenden englischen Invasion in Irland waren Nachkommen Nests und somit miteinander eng verwandt. Nest wurde zunächst von Heinrich I. als Geisel genommen und später zu seiner Mätresse gemacht. Aus dieser Verbindung gingen die beiden Söhne Henry (dessen Sohn Miler FitzHenry an der Invasion teilnahm) und Robert FitzHenry hervor. Danach heiratete sie Gerald of Windsor und gebar ihm William FitzGerald, den Vater von Raymond, Maurice FitzGerald, David FitzGerald und Angharad. Nach dem Tode Gerald de Windsors heiratete Nest den Constable Stephen von Cardigan und gebar ihm Robert FitzStephen.
Zu den Cousins Raymonds gehörte Gerald de Barry, dessen Vater William de Barri mit Anghared eine Tochter aus der zweiten Verbindung von Nest heiratete. Gerald wurde Geistlicher, bereiste mehrfach Irland und wurde unter seinem latinisierten Namen Giraldus zum wichtigsten Chronisten der englischen Invasion. Gerald stand Raymond und den anderen Familienangehörigen recht nahe, so dass seine Darstellung deren Erfolge nicht nur in besonderem Maße würdigte, sondern wohl gelegentlich auch parteiisch war oder zu Übertreibungen neigte.
Zu Strongbow gab es zwei verwandtschaftliche Beziehungen, die durch Heiraten der Nachkommen von Raymonds Onkel Maurice FitzGerald entstanden: William heiratete mit Alina eine der Töchter Strongbows und Nest, den Namen ihrer Großmutter tragend, heiratete Hervey de Montmorency, einen Onkel Strongbows, der später zu einem Gegenspieler von Raymond werden sollte.

### Beginn der englischen Invasion in Irland
Dermot MacMurrough, der König von Leinster, der vom damaligen Hochkönig Ruaidhrí Ua Conchobair und seinem Verbündeten Tigernán Ua Ruairc im August 1166 aus seinem Heimatland ins Exil vertrieben wurde, suchte Unterstützung bei König Heinrich II., den er 1167 in Aquitanien nach monatelanger Suche traf. Er bot seine Unterwerfung an, wenn er im Gegenzug die Unterstützung erhalten würde, die notwendig war, um sein Königreich wiederzugewinnen. Dermot wurde herzlich empfangen und erhielt ein Schreiben, das ihm Unterstützung zusicherte. Aber letztlich musste er ohne konkrete Zusagen nach Wales zurückkehren. Dort gelang es ihm, die Unterstützung von Robert FitzStephen und Maurice FitzGerald zur Rückeroberung seines Königreichs zu gewinnen. Beide landeten zusammen mit dreißig Rittern, sechzig Reitern und etwa 300 Bogenschützen mit drei Booten in der Bannow Bay an der Südküste von Wexford am 1. Mai 1169. Zu den Rittern gehörten auch Meiler FitzHenry und Robert de Barry. Somit waren nicht weniger als vier Verwandte von Raymond in führender Position beteiligt. Dank der Unterstützung der englischen Truppen gelang es Dermot, die von Norwegern und Dänen befestigte Stadt Wexford einzunehmen und sein Reich wiederzugewinnen. Dermot sah aber die Möglichkeit, ganz Irland für sich zu gewinnen, und bot am Ende des Jahres 1169 Strongbow seine Tochter und seine Nachfolge an. Strongbow versuchte, für die Übernahme von Leinster die Genehmigung bei Heinrich II. einzuholen. Heinrich II. scheint zwar nicht direkt zugesagt, dem aber auch nicht widersprochen zu haben. Jedenfalls begann anschließend Strongbow mit den Vorbereitungen. Strongbow sandte im Mai 1170 als Vorhut Raymond zusammen mit zehn Rittern und siebzig Bogenschützen nach Irland.

### Erster Feldzug nach Irland (1170)

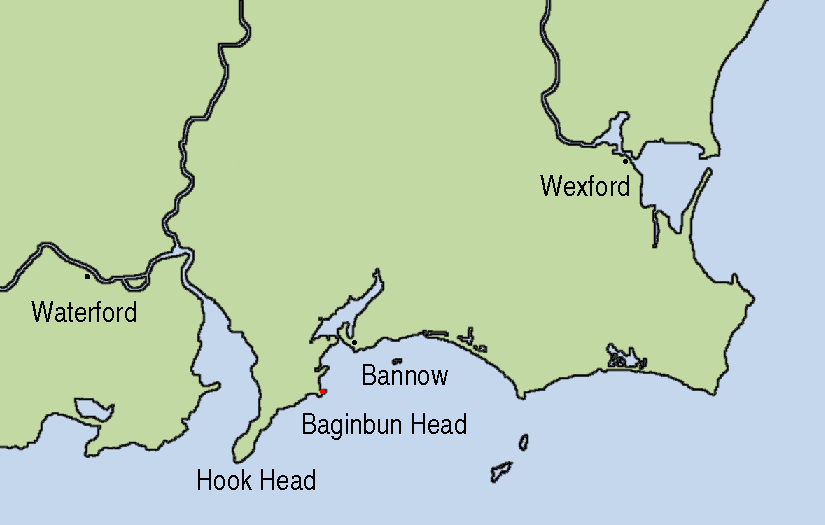
Baginbun Head war ein idealer Landungsplatz für Raymond im Jahr 1170. Nahe zu Waterford gelegen, lag es noch im Territorium von Dermot und ließ sich gut verteidigen.

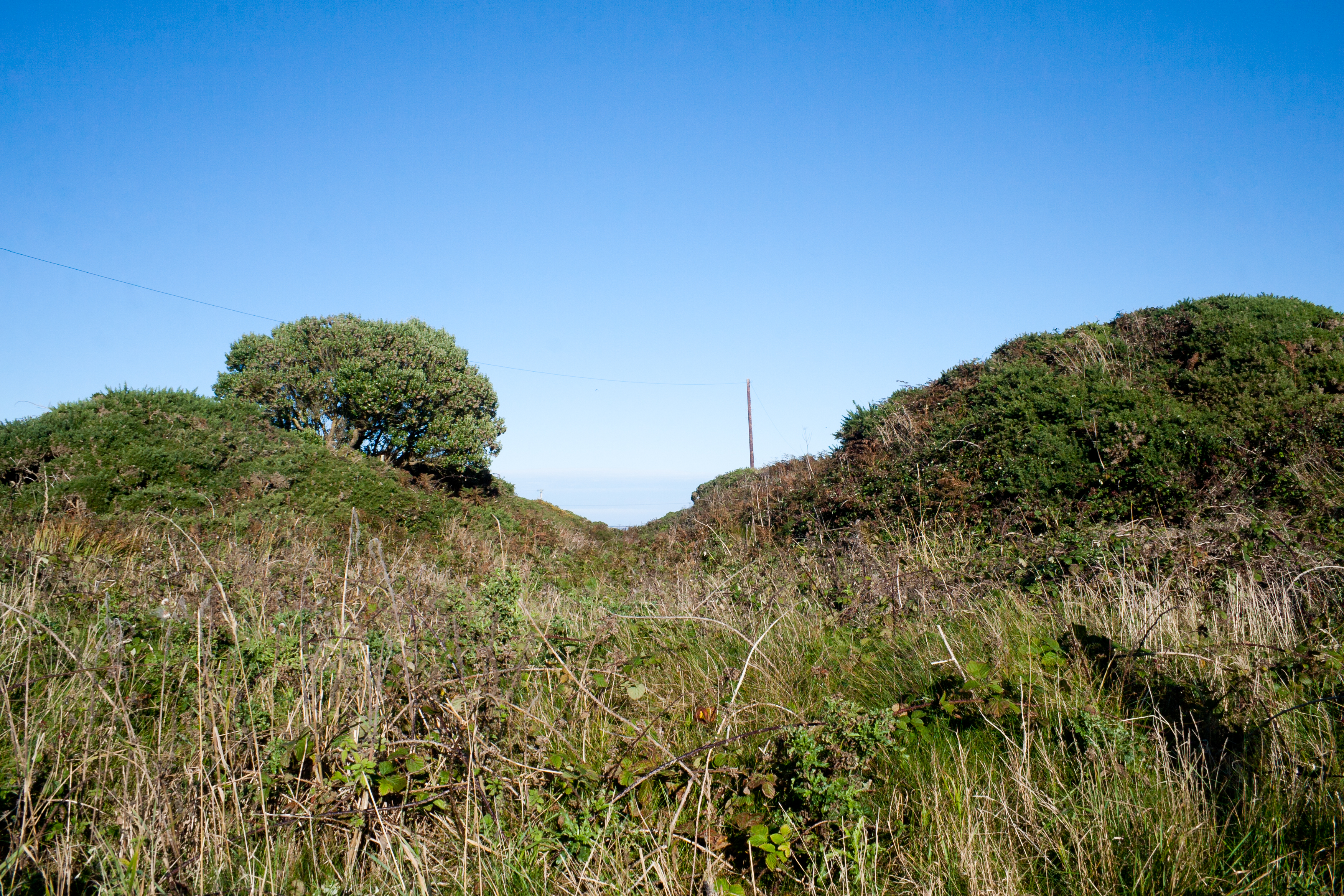
Reste des Ringwalls von Baginbun Head

Im Mai 1170 landete Raymond mit seinen Truppen bei Baginbun Head, einer schmalen Landzunge mit steil abfallenden Klippen, die eine natürliche Festung darstellt. Zum Baginbun Head gehören ca. 12 Hektar Land, die nur über eine 200 m enge Anbindung erreicht wird. Bis heute verläuft an dieser schmalen Stelle ein ca. 12 m breiter Graben, der auf beiden Seiten von aufgeschütteten Dämmen umgeben ist. Es wird davon ausgegangen, dass diese Verteidigungsanlage auf Raymond zurückgeht. Kurz nach der Landung stieß noch Hervey de Montmorency mit drei Rittern und einer kleinen Truppe zu Raymond hinzu.

#### Die Schlacht bei Baginbun Head
Da die Gruppe mit insgesamt ca. 100 Männern noch zu klein war, um Größeres zu unternehmen, beschränkte sich Raymond darauf, Vieh in ausreichender Zahl zu rauben und die Verteidigung der Landzunge vorzubereiten. Diese Aktivitäten konnten den Einwohnern des nahegelegenen Waterford nicht lange verborgen bleiben. In Kenntnis des Schicksals der Stadt Wexford im vorherigen Jahr wurden alle Anstrengungen unternommen, um möglichst rasch eine ausreichende Übermacht zusammenzustellen, um die Engländer auf Baginbun Head zu vertreiben. Die Waterforder erhielten dabei Unterstützung von den Iren der Umgebung, so dass eine ca. 3.000 Mann starke Truppe zusammenkam.
Als sich die skandinavisch-irische Streitmacht vor der Befestigung der Landzunge versammelte, entschloss sich Raymond dazu, einen überraschenden Ausfall zu wagen. Angesichts der überwältigenden Übermacht wurden sie jedoch zurückgedrängt. Der Rückzug erfolgte so überhastet, dass die Gegner sofort nachsetzen und mit in den befestigten Bereich eindringen konnten. In diesem Moment wandte sich Raymond wieder zum Angriff und erschlug den vordersten Gegner mit einem einzigen Hieb. Gemäß einem der überlieferten Berichte wurde das zusammengetriebene Vieh durch die Kampfeshandlungen so aufgescheucht, dass die Rinder in Form einer Stampede nach draußen drängten und dort die skandinavisch-irischen Streiter überrannten bzw. vertrieben. Raymond und seine Männer setzten nach und erschlugen oder ertränkten im weiteren Verlauf der Auseinandersetzung über 500 Gegner.
Am Ende der Schlacht hatte Raymond ca. 70 Gefangene, die allesamt zu den führenden Bürgern Waterfords zählten. Um das Schicksal dieser Gefangenen kam es zu einer Auseinandersetzung zwischen Raymond und Hervey of Montmorency, von der Giraldus Cambrensis ausführlich berichtete und dabei aus moralischer Sicht die Partei von Raymond ergriff. Raymond plädierte für die Freilassung der Gefangenen, da die Schlacht selbst vorüber sei und die Gefangenen nur ihr Land auf ehrenhafte Weise verteidigt hätten. Hervey betonte jedoch, dass sich ein Land nicht durch Begnadigungen erobern lasse und daher Gnadenakte erst folgen können, wenn die Eroberung abgeschlossen und durch die Bevölkerung akzeptiert sei. Hervey setzte sich mit seiner Meinung durch, so dass gegen den Willen von Raymond alle Gefangenen getötet wurden.

#### Belagerung von Waterford

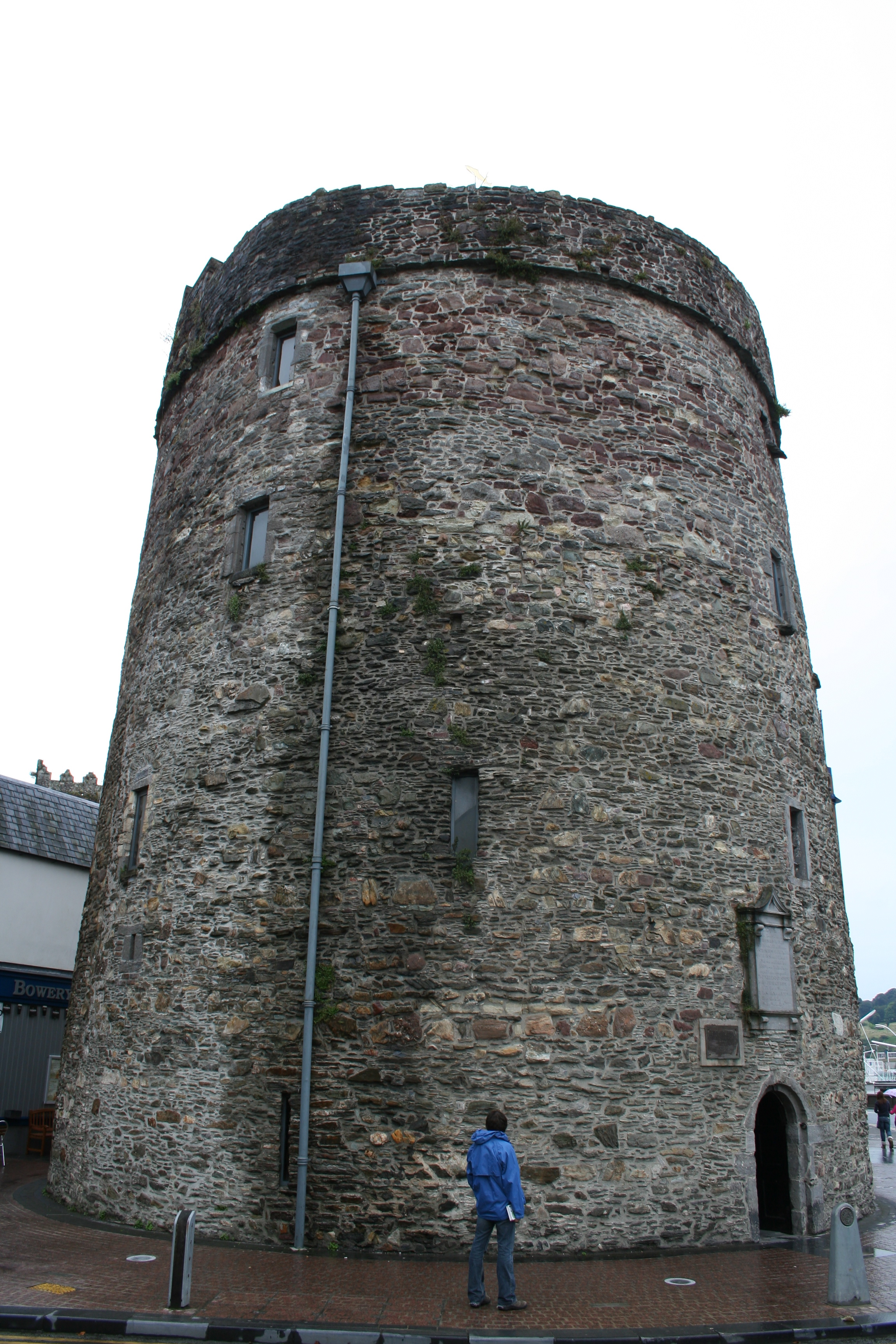
Reginalds Turm markierte den östlichsten Punkt des von drei Türmen gebildeten Befestigungsdreiecks im 12. Jahrhundert. Heute ist dieser Turm die älteste in Irland noch erhaltene Befestigungsanlage aus Stein und Mörtel.

In den folgenden drei Monaten blieb Raymond weiterhin in Baginbun Head, um auf Verstärkung zu warten. Am 23. August 1170 landete dann Strongbow mit zahlreichen in Südwales frisch rekrutierten Truppen etwa 10 Kilometer östlich von Waterford bei der heutigen Ortschaft Crooke am Passage Strand. Zu Strongbows Truppen gehörten etwa 200 Ritter und 1.000 weitere Soldaten. Am folgenden Tage überquerte Raymond mit vierzig seiner Ritter die Flussmündung des Suir, um Strongbow zu begrüßen. Am Morgen des 25. August marschierten die vereinigten Truppen nach Waterford.
Waterford war damals eine befestigte Stadt. Die Stadtmauern bildeten ein Dreieck, das ca. 6 Hektar Land umfasste. Nachdem zwei Versuche, die Stadt zu nehmen, scheiterten, erhielt Raymond das Kommando. Raymond fiel ein Haus in der Stadtmauer auf, das etwas überhing und deswegen von einem Balken gestützt wurde. Er ließ darauf seine Männer diesen Balken herausreißen, worauf das Haus sofort wegen des überhängenden Gewichts nachgab und einen größeren Teil der Stadtmauer mit sich riss. Die Angreifer konnten durch diese Lücke sofort eindringen und nahmen die Stadt am 25. August 1170 auf eine höchst blutige Weise ein.

#### Eroberung von Dublin
Nach der Ankunft von Dermot und der Heirat von Strongbow mit Dermots Tochter Eva in Waterford wurde ein Kriegsrat gehalten, bei dem Strongbow, Dermot, Raymond, Maurice Prendergast, Meiler FitzHenry und weitere beteiligt waren. Die Entscheidung für das nächste Ziel fiel auf Dublin. Dies fand die Zustimmung von Dermot, weil er schon immer Ansprüche auf Dublin erhob; außerdem lag es im strategischen Interesse der Engländer, weil Dublin die größte skandinavische Niederlassung in Irland war. Seitdem Ruaidrí Ua Conchobair im Jahr 1166 Dublin eingenommen hatte, wurde er als Hochkönig anerkannt. Da er die Stadt nicht besetzt hielt, sicherte sich Ruaidrí Ua Conchobair die Loyalität Dublins durch hochrangige Geiseln. Als bekannt wurde, dass die Engländer sich Dublin näherten, bat Haskulf, der damalige König von Dublin, Ruaidrí Ua Conchobair um Hilfe. Der Hochkönig kam umgehend und lagerte in Clondalkin, damals ca. 8 Kilometer südwestlich von Dublin, in der Hoffnung, die Engländer dort abfangen zu können. Diesen gelang es jedoch, unter Führung von Dermot der Falle auszuweichen und einen alternativen Bergpfad über Glendalough bis zum heutigen Rathfarnham zu nehmen. Die Dubliner, das Schicksal der Waterforder vor Augen, sandten umgehend eine Verhandlungsdelegation unter der Führung des Erzbischofs Laurence O’Toole.
Dermot führte die Verhandlungen und ließ seine Bedingungen an die Stadt überbringen, in denen er u. a. 30 hochrangige Geiseln forderte, um sich die zukünftige Loyalität zu sichern. Da bei ansonsten guter Behandlung das Leben oder zumindest das Augenlicht solcher Geiseln durch Blendung trotzdem hochgradig gefährdet war, zogen sich die Beratungen in der Stadt über mehrere Tage hin. Die Wartezeit wurde Raymond und einem anderen jungen Führer, Miles de Cogan, die beide nahe der Stadt postiert waren, jedoch zu lang. In ihrer Ungeduld und ohne Absprache mit Strongbow oder Dermot stießen sie am 21. September 1170 mit ihren Männern überraschend an die Stadtmauer vor, und wider Erwarten gelang es ihnen, in die Stadt einzudringen. Ähnlich wie zuvor in Waterford erfolgte dies mit hohen Verlusten in der Zivilbevölkerung, wobei es jedoch diesmal vielen führenden Personen gelang, ihr Leben durch eine Flucht mit für diesen Zweck vorbereiteten Booten am Fluss Liffey zu retten. Die irischen Truppen griffen nicht weiter ein, da aus ihrer Sicht wegen der Vorbereitungen zur Aufgabe der Stadt und der Flucht das Bündnis hinfällig war. Am 1. Oktober übergab Strongbow das Kommando über Dublin an Miles de Cogan und zog selbst mit dem größten Teil seiner Truppen nach Waterford.
Die Nachricht von den militärischen Erfolgen von Strongbow und seinen Getreuen in Irland versetzte den König Heinrich II. in Unruhe, da er befürchtete, dass Strongbow dabei sei, sich ein unabhängiges Königreich in Irland einzurichten. Jedenfalls sah er keine Möglichkeit, die Engländer in Irland effektiv zu kontrollieren, und verordnete deswegen eine Blockade der irischen Häfen, verbot Reisen nach Irland und ordnete an, dass alle in Irland befindlichen Engländer bis spätestens Ostern 1171 zurückzukehren haben. Dies veranlasste Strongbow, ein Schreiben aufzusetzen, in dem er seinen König respektvoll daran erinnerte, dass er seine Zustimmung zu der Unternehmung in Irland gegeben habe, dass er nur Dermot, der zu seinen Untertanen gehöre, geholfen habe und dass natürlich alle erworbenen Besitzungen ihm zukämen. Da Heinrich II. nach wie vor in Aquitanien unterwegs war, übergab Strongbow seinen Brief an Raymond mit der Bitte, diesen zu überbringen.

### Zweite Reise nach Irland (1171–1172)

#### Belagerung von Dublin
Nachdem Raymond den Brief an Heinrich II. im Juli 1171 in Argentan in Aquitanien überbracht hatte, reiste er wieder zurück nach Irland, wo er noch im Sommer in Dublin ankam und dort Strongbow traf. Eine mitgebrachte Antwort des Königs ist jedoch nicht überliefert. Hier hatte sich einiges verändert. Dermot war im Frühjahr 1171 in Ferns verstorben, worauf Strongbow versucht hatte, seine Nachfolge anzutreten. Mit sehr wenigen Ausnahmen kam es jedoch zu einer offenen Rebellion der Iren in Leinster gegen Strongbow, da das irische Rechtssystem eine Nachfolge durch einen Schwiegersohn nicht zuließ. Die Führung übernahm Dermots Neffe, Murtough MacMurrough, der die Unterstützung des Hochkönigs suchte und auch fand. Ruaidrí Ua Conchobair kontaktierte Gottred, den König der Isle of Man, und einige Skandinavier, um Dublins Zugang zum Meer zu blockieren. Auf der Landseite übernahm Ruaidrí Ua Conchobair selbst die Belagerung.
Auch wenn die Iren mit der Unterstützung auf der Seeseite die Stadt nicht einnehmen konnten, so war von wenigen Ausnahmen abgesehen die Blockade wirksam, so dass nach ca. zwei Monaten im August die Vorräte knapp wurden. In dieser verzweifelten Lage sandte Strongbow an den irischen Hochkönig das Angebot, dass er sich ihm unterstellen würde, wenn er unter ihm Leinster behalten könne. Ruaidrí Ua Conchobair antwortete umgehend, dass er Strongbow nur die Städte Waterford, Dublin und Wexford überlassen würde, jedoch nichts vom übrigen Land. Daraufhin wurde ein Kriegsrat gehalten, in dem Maurice FitzGerald und Raymond dafür plädierten, trotz der Übermacht einen Ausfall zu wagen, weil sie ohnehin auf sich alleine gestellt wären, da sie von den Iren als Engländer gesehen würden, während in England sie bereits als Iren gelten würden. Die sich am Ausfall beteiligenden Truppen wurden in drei Gruppen zu jeweils etwa 200 Mann aufgeteilt, darunter jeweils 30 bis 40 Ritter zu Pferde, 60 Bogenschützen und etwa 100 Fußsoldaten. Eine Gruppe wurde von Raymond geleitet, die anderen von Miles de Cogan und Strongbow. Die Engländer verließen Dublin auf der Nordseite über Finglas und näherten sich der bei Castleknock am Liffey liegenden irischen Belagerungsarmee von Norden her. Der überraschende Angriff von dieser Seite traf die zahlenmäßig weit überlegene Belagerungsarmee des Hochkönigs völlig unvorbereitet, so dass ca. 1.500 der irischen Truppen getötet wurden und der Rest die Flucht ergriff.

#### Raymond als enger Gefolgsmann von Heinrich II.
Raymond folgte danach Strongbow nach Waterford, wo Hervey de Montmorency gerade angekommen war. Hervey empfahl Strongbow, Heinrich II. umgehend aufzusuchen. Das Treffen fand im Anschluss entweder in Pembroke oder in Newnham in Gloucestershire statt. Am 17. Oktober 1171 landete Heinrich II. in Crooke mit insgesamt 4.000 Männern, wozu 500 Ritter gehörten, und wählte dann Waterford als Residenz. Dort nahm er Raymond und einige weitere führende Personen wie etwa Miles de Cogan in seine engere Gefolgschaft auf, um seine Position gegen Strongbow zu stärken. Am 17. April 1172 verließ Heinrich II. Irland, nachdem all seine Ziele erreicht waren.
Robert de Quency, der Strongbow als Constable für Leinster diente, wurde bei einem Überfall tödlich verletzt. Im Anschluss bewarb sich Raymond bei Strongbow als Nachfolger von Robert de Quency und bat gleichzeitig um die Hand von Basilia, Strongbows Schwester. Strongbow lehnte beides ab. Raymond, tief verletzt und enttäuscht, verließ umgehend Irland und segelte zurück nach Wales zur Burg seines Vaters in Carew. Nachfolger von Robert de Quency wurde stattdessen Hervey de Montmorency.

### Dritter Aufenthalt in Irland als Stellvertreter Strongbows (1173)
Nach seinem Aufenthalt in Wales unterstützte Raymond seinen König Heinrich II. in der Normandie. Auch Strongbow mitsamt einigen seiner Ritter wurde hinzuberufen. Dankbar für die Hilfeleistung entließ Heinrich II. im August 1173 in Rouen Strongbow wieder nach Irland und gab ihm Raymond mit als seinen Stellvertreter. Ferner gab Heinrich II. an Strongbow die Stadt Wexford und die Burg von Wicklow. Im Ausgleich dafür musste Strongbow einige seiner in den Küstenstädten stationierten Ritter in die Normandie schicken.
Als Strongbow in Irland ankam und wegen der nicht wenigen abgezogenen Ritter deutlich geschwächt wurde, rebellierten nicht nur einige der irischen Führer in Leinster, sondern auch die Truppen Strongbows wurden unruhig. Die Situation wurde verschärft, weil die Bezahlung ausblieb und Plünderungen unter dem Constable Hervey de Montmorency nicht geduldet wurden. In der Hoffnung auf größere Erfolge verlangten Strongbows Truppen Raymond als ihren Anführer. Sie drohten, nach England zurückzukehren oder sogar zum Feind zu desertieren, wenn ihr Wunsch nicht erfüllt werde. Strongbow gab nach und ernannte Raymond zum Kommandanten seiner verbliebenen Ritter und Soldaten. Raymond zog danach umgehend mit den ihm unterstehenden Truppen zu einem sehr erfolgreichen Raubzug in den Nordosten des heutigen County Kildare, bei dem reichlich Beute, Pferde und Waffen erobert wurden.
Während der Raubzug bei Kildare noch im zu Strongbow gehörenden Leinster erfolgte und eine gewisse Berechtigung davon abgeleitet werden konnte, dass die dort ansässigen Uí Faeláin gegen Strongbow rebellierten, so fehlte eine solche Rechtfertigung für den nachfolgenden Beutezug in der Stadt Lismore und der Umgebung. Der dortige König Melaghlin O’Phelan und Dermot MacCarthy, der König von Munster, hatten sich beide bereits 1172 Heinrich II. in Waterford untergeordnet. Dieser Raubzug war auch gleichzeitig der erste militärische Eingriff der Engländer außerhalb von Leinster und Meath. Selbst der Raymond wohlgesinnte Giraldus konnte keine Rechtfertigung dafür in seinem Werk liefern. Das erbeutete Vieh wurde entlang der Küstenroute nach Waterford getrieben. Die übrige Beute war so umfangreich, dass 13 Schiffe, die zum Teil erst im Flusshafen von Lismore requiriert wurden, zur Aufnahme der Last benötigt wurden.
Während an der Flussmündung des Blackwater bei der Hafenstadt Youghal die Beuteschiffe auf einen günstigen Wind warteten, kam es zu einem überraschenden Seegefecht, als unter dem Kommando von Gilbert MacTurger, einem Skandinavier, unvermittelt 32 mit Truppen vollbesetzte Schiffe von Cork kamen. Die Skandinavier kämpften mit Steinschleudern und Streitäxten, während sich die Engländer mit Bögen und Armbrüsten verteidigten. Nach einer längeren Auseinandersetzung konnten sich die Engländer durchsetzen, nachdem Gilbert fiel. Die so erbeutete gegnerische Flotte ergänzte die triumphale Rückkehr nach Waterford.
An dem Seegefecht war Raymond selbst nicht beteiligt. Als er aber davon hörte, eilte er auf dem Landwege hin. Raymond stieß dabei auf Dermot MacCarthy, der den Skandinaviern aus Cork helfen wollte, und trieb ihn in die Flucht. Bei dieser Gelegenheit gelang es ihm, noch mehr Vieh zu erbeuten, so dass er insgesamt 4.000 Rinder nach Waterford trieb. Diese Angriffe und Raubzüge bei Lismore führten in der Folge dazu, dass Domnall Ua Briain, König von Thomond, zu einem entschiedenen Gegner Strongbows wurde. Kurze Zeit später stürmte und plünderte Domnall Ua Briain eine in Kilkenny von Strongbow errichtete Burg, so dass die dort stationierte Einheit sich nach Waterford zurückziehen musste. Raymond selbst kehrte kurz darauf nach Wales zu der Beerdigung seines Vaters zurück.

### Die Rückkehr zu Strongbow und die Gefechte um Limerick (1174–1176)

#### Niederlage von Strongbow und Rückkehr von Raymond
Während der Abwesenheit von Raymond kam es Anfang 1174 unter Leitung von Hervey de Montmorency zu einer neuen Expedition nach Munster, die als Vergeltung zu dem Überfall auf Kilkenny geplant war. Die beteiligten Truppen setzten sich hauptsächlich aus von Dublin stammenden Skandinaviern zusammen, die von englischen Rittern geführt wurden. Die Ua Briains aus Thomond gewannen rechtzeitig die Unterstützung durch den Hochkönig Ruaidrí Ua Conchobair. So gelang den Iren ein überraschender Angriff in der Nähe von Thurles, der zu hohen Verlusten bei Strongbows Truppen führte. Strongbow blieb in Folge nichts anderes übrig, als nach Waterford zurückzukehren. Dies war die erste schwerwiegende Niederlage der Engländer in Irland. Sie zog zwar keine Rebellion in Leinster nach sich, aber führte zur Desillusionierung bei den Skandinaviern in den von den Engländern besetzten Städten Dublin, Wexford und Waterford. Und dem irischen Hochkönig gelang es aufgrund seines Erfolgs, Ulster und Connacht für den Kampf gegen die Engländer zu gewinnen.
In dieser bedrohlichen Situation setzte Strongbow seine Hoffnung auf Raymond. Er sandte ihm die Nachricht nach Wales, dass er ihm gemäß seinem früheren Wunsch seine Schwester Basilia zur Heirat und das Amt des Constable von Leinster anbieten würde, wenn er ihm unverzüglich mit starken Kräften zu Hilfe eilen würde. Raymond sammelte in Wales umgehend 30 Ritter, 100 berittene Soldaten und 300 Bogenschützen und setzte mit 15 Schiffen nach Wexford über. Er kam gerade rechtzeitig, um einen Aufstand der Skandinavier in Wexford niederzuschlagen.
Raymond traf Strongbow auf der heute Little Island genannten Flussinsel im Lauf des Suir bei Waterford. Strongbow wurde weder in die Stadt Waterford gelassen, die gerade den Aufstand probte, noch fühlte sich Strongbow sicher genug, alleine nach Wexford zu reisen. Raymond geleitete daher Strongbow mit seinen Männern nach Wexford. Der Stadt-Gouverneur Fretellus, der Strongbow nach Wexford folgen wollte, wurde von seinen eigenen Landsleuten ermordet, die anschließend in Waterford eine Jagd auf die noch in der Stadt verbliebenen Engländer veranstalteten. Nur die englischen Truppen in Reginalds Turm konnten sich gegen den Aufruhr halten. Den Mannschaften aus Reginalds Turm gelang es später auch, die Stadt wieder unter englische Kontrolle zu bringen.

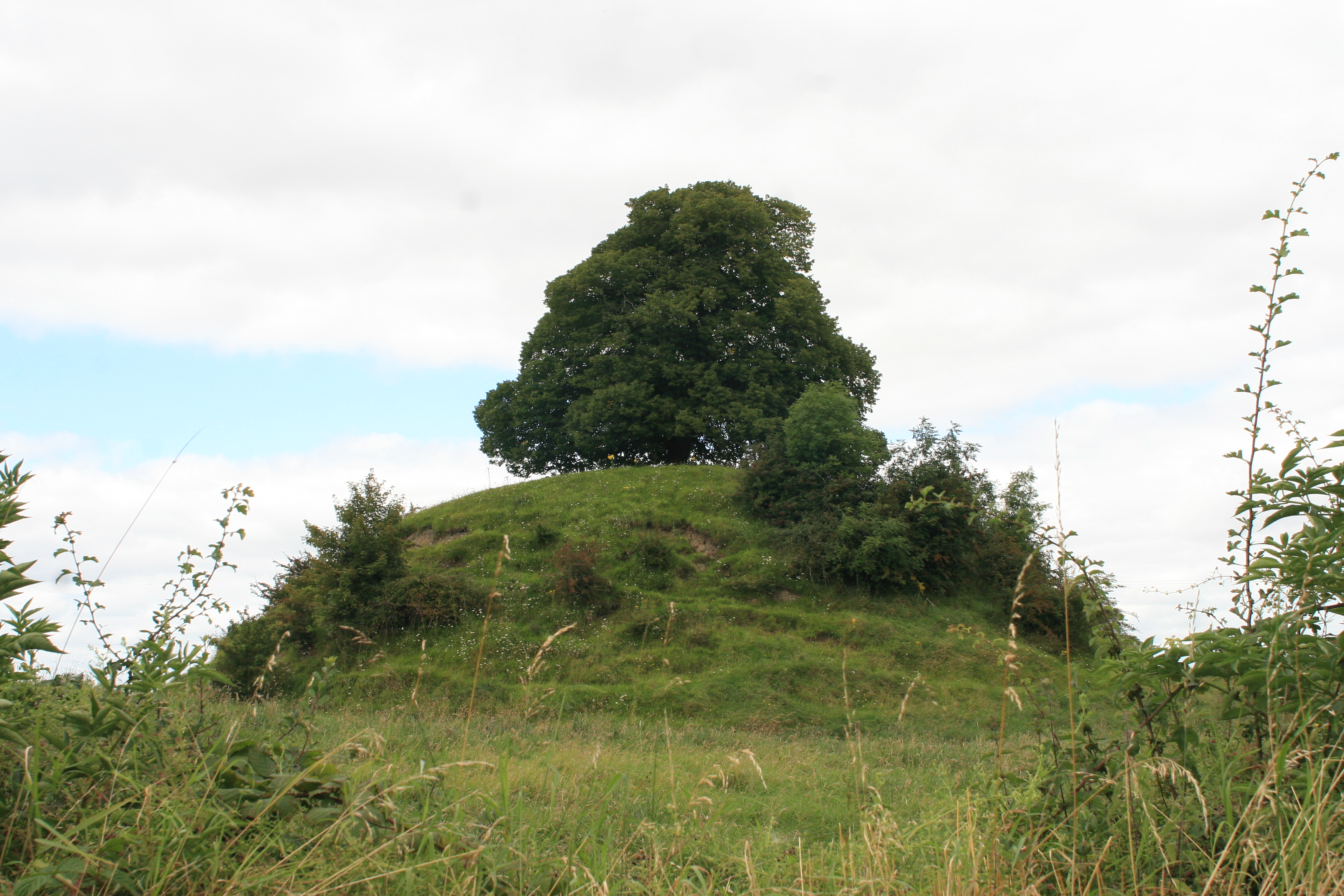
Ein künstlich geschaffener Erdhügel einer von Hugh de Lacy im Jahr 1177 errichteten Motte findet sich heute noch bei Clonard in Meath.

Als Strongbow und Raymond nach Wexford zurückkehrten, wurde feierlich die Hochzeit von Raymond und Basilia begangen. Anlässlich der Hochzeit erhielt Raymond mehrere Ländereien von Strongbow auf dem heutigen Gebiet der Grafschaften Carlow (Fothairt Fea und Uí Dróna) und Wexford (Glascarrig). Bereits am Tag nach der Hochzeit zogen Raymond und Strongbow nach Meath, um dort Hugh de Lacy beizustehen, dessen Gebiet gerade von einer größeren Armee des Hochkönigs Ruaidrí Ua Conchobair heimgesucht wurde. Als sie Trim erreichten, waren die Engländer bereits geflüchtet; die Iren hatten die verlassene Motte zerstört und waren ebenfalls schon weitergezogen. Da Raymond und Strongbow für die Nacht kein Quartier mehr in Trim vorfanden, folgten sie den Spuren der Iren und holten sie ein. Die Engländer konnten aber den Iren nur wenige Verluste beibringen, da die schlecht gerüsteten Iren sofort in alle Richtungen flüchteten. Danach zogen Strongbow und Raymond sich nach Dublin zurück.

#### Eroberung von Limerick
Im Oktober 1175 organisierte Raymond auf Anweisung von Strongbow einen neuen Feldzug gegen Domnall Ua Briain, König von Thomond. Anders als bei der Niederlage Strongbows ein Jahr zuvor in Munster lagen diesmal sehr viel günstigere Umstände vor, da niemand Geringeres als der Hochkönig Ruaidrí Ua Conchobair als Verbündeter zur Verfügung stand. Dies wurde ermöglicht durch die gleichzeitige Unterzeichnung des Vertrags von Windsor. Zu Raymonds Truppen gehörten 120 Ritter, 300 berittene Bogenschützen und 400 Fußsoldaten, die sich in Ossory sammelten und von wo sie Donnel Mac Gillapatrick nach Limerick führte, wo sie ohne Zwischenfälle ankamen. Limerick war nicht ohne weiteres zu nehmen, da die Stadt durch den Shannon, eine Stadtmauer und Gräben gut geschützt war. Ungeachtet der Strömung durchquerte zunächst David von Wales, ein Neffe von Raymond, den Shannon und kam unversehrt an der anderen Uferseite an. Obwohl einige der Nachfolgenden von der Strömung weggerissen wurden, folgten alle dem Beispiel, als Raymond das Kommando dazu gab. Ungeachtet der von der Burgmauer herunterkommenden Wurfgeschosse gelang es, kurz danach die Stadtmauer zu erklimmen und die Stadt einzunehmen.
Obwohl Hervey de Montmorency durch die Heirat einer Cousine von Raymond mit zur Familie der Geraldiner gehörte, blieb er sein Rivale. In einer Nachricht an Heinrich II. warnte Hervey, dass Raymond gerade dabei sei, nicht nur Limerick, sondern ganz Irland für sich und seine Familie zu sichern. Heinrich II. sandte deswegen Anfang des Jahres 1176 vier Bevollmächtigte, von denen zwei Raymond zu ihm geleiten sollten. Gleichzeitig erhielt jedoch Raymond den Hilferuf der englischen Truppen in Limerick, dass Domnall Ua Briain mit umfangreichen Kräften Limerick belagere und dass die Belagerten wegen der inzwischen zur Neige gehenden Vorräte umgehend Hilfe benötigen würden. Da die englischen Truppen nicht ohne Raymond losziehen wollten, genehmigten Heinrichs Bevollmächtigte den zweiten Feldzug von Raymond nach Limerick.

#### Entsatz von Limerick
Neben seinen 80 Rittern, 200 Gefolgsmännern und 300 Bogenschützen wurde Raymond von Murtough Mac Murrough aus Okinselagh und Donnell Mac Gillapatrick begleitet. Auf dem Weg nach Cashel erfuhr Raymond, dass die Thomonder die Belagerung aufgegeben hätten, um ihn direkt beim Pass von Cashel abzufangen. Der Pass selbst wurde durch die Gegner noch präpariert durch das Fällen von Bäumen, Ausheben von Gräben und das Errichten einer Barrikade. Als Raymond den Eingang zum Pass am 3. April 1176 erreichte, teilte er seine Truppen in drei Einheiten. Meiler FitzHenry, der die erste Einheit kommandierte, gelang es, zusammen mit seinen Männern trotz hohen Widerstands die Barrikade einzureißen und sich durch die Gegner durchzukämpfen. Nur wenige Tage später, am 6. April 1176, zog Raymond mit seiner Truppe in Limerick ein.

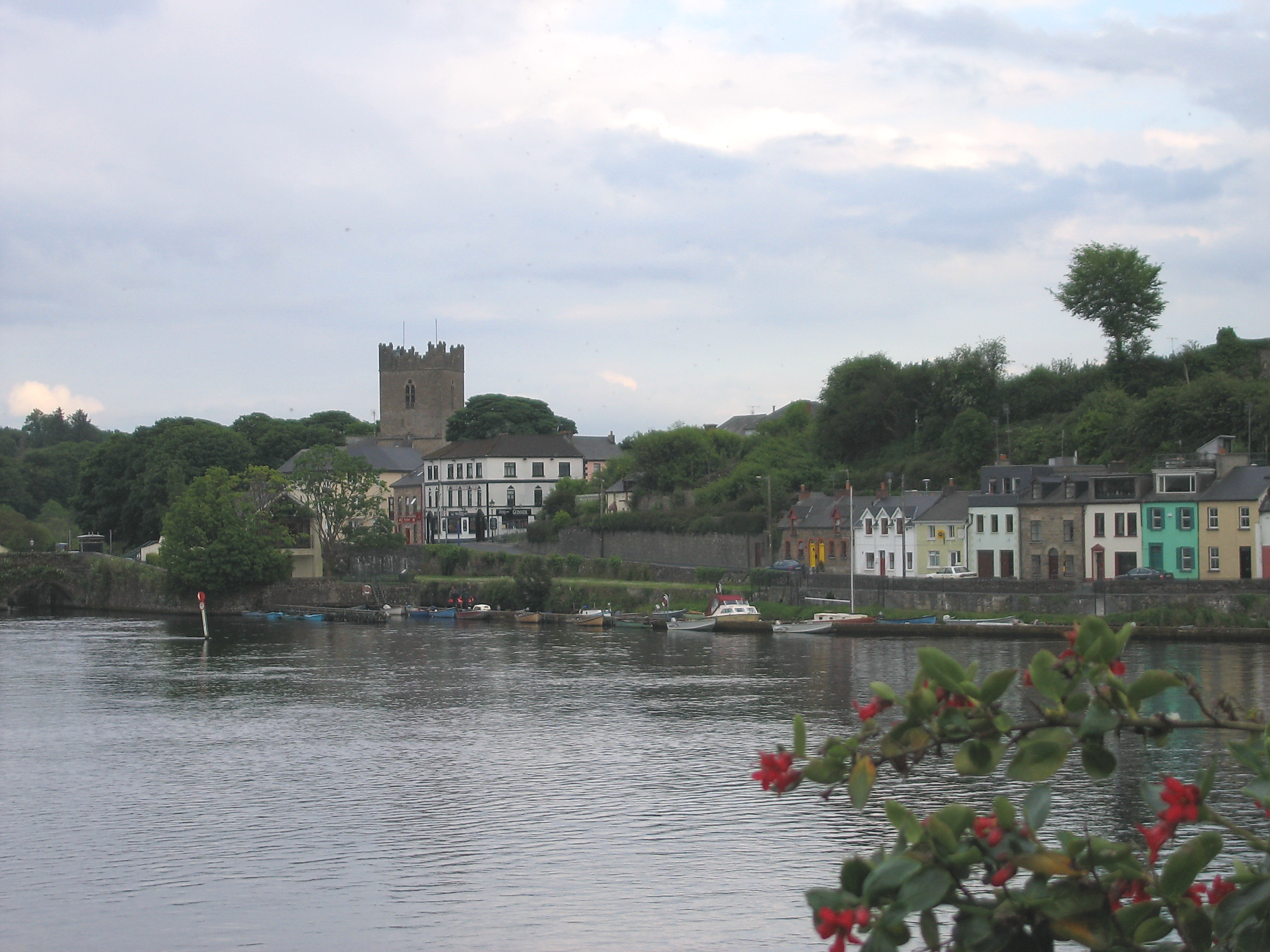
Ansicht von Killaloe am südlichen Ausläufer des Lough Derg.

Für kurze Zeit blieb Raymond noch in Limerick, um den Aufbau der Stadt nach der Belagerung zu unterstützen. Kurz danach traf er sich sowohl mit dem Hochkönig Ruaidrí Ua Conchobair als auch mit seinem Gegner Domnall Ua Briain. Ruaidrí Ua Conchobair hatte zu dieser Zeit eine Flotte auf dem Lough Derg und ankerte mit einem seiner Schiffe am südlichen Ende des Sees in der Nähe von Killaloe. Domnall Ua Briain lagerte zur gleichen Zeit am westlichen Ufer des Shannons bei Killaloe. Raymond verhandelte mit beiden Seiten auf Basis des Vertrags von Windsor, offenbar mit der Ermächtigung durch die Bevollmächtigten Heinrichs. Dabei gelang es Raymond, einen Friedensschluss zu erreichen, im Rahmen dessen Domnall Ua Briain einige Angehörige als Geiseln an Ruaidrí Ua Conchobair übergab.

#### Der Tod Strongbows und die Aufgabe von Limerick
Kaum zurückgekehrt in Dublin, wurde Raymond von Gefolgsleuten von Dermot MacCarthy um Hilfe gegen seinen ältesten Sohn, Cormac Liathanach, gebeten, der sein Königreich an sich gerissen hatte. Raymond zog nach Cork, und es gelang ihm, Munster für Dermot zurückzuerobern. Noch in Munster erreichte Raymond von seiner Frau Basilia die Nachricht von Strongbows Tod, der am 20. April 1176 verstorben war. Raymond reiste anschließend sofort nach Limerick und unterrichtete dort die dortigen Befehlshaber der Garnison über Strongbows Tod. Angesichts der vielen umgebenden Feinde, der weiten Entfernung jeglicher Unterstützung und der dringend notwendigen Verstärkung der östlichen Städte in Irland wurde gegen den Willen von Raymond beschlossen, Limerick aufzugeben und in die Hände von Domnall Ua Briain zu geben. Dessen ungeachtet wurde die Stadt Limerick unmittelbar nach dem Rückzug der Engländer durch die Thomonder zerstört. Heinrich II. kommentierte dies später: Die Eroberung von Limerick war ein mutiges Unternehmen, der Entsatz der Stadt noch viel mehr, aber nur in der Aufgabe dieses Platzes wurde Weisheit gezeigt. Sobald Raymond nach Dublin zurückkehrte, wurde Strongbow in der Christ Church Cathedral beigesetzt.
Nach dem Tod Strongbows bestanden Heinrichs Bevollmächtigte nicht länger auf eine Reise Raymonds zu Heinrich und setzten ihn stattdessen zum kommissarischen Nachfolger von Strongbow ein und kehrten zu Heinrich zurück. Heinrich II. hatte jedoch zu wenig Vertrauen in Raymonds Integrität bzw. in seine Fähigkeiten, um ihn als Nachfolger von Strongbow in Betracht zu ziehen. Er ernannte daher seinen Seneschall William FitzAudelin zu Strongbows Nachfolger und gab ihm John de Courcy, Robert FitzStephen und Miles de Cogan mit, jeweils mit 10 Rittern. Alle hatten sich für Heinrich in Aquitanien eingesetzt. Sie genossen daher sein Vertrauen und sahen ihre Berufung in Irland als Belohnung. Insbesondere William FitzAudelin sollte sich als ausgesprochener Gegner von Raymond und seiner Familie erweisen. So verlor Raymond nicht nur seine Ämter, sondern auch noch Ländereien bei Dublin und Wexford. Ähnlich erging es auch anderen Angehörigen seiner Familie wie etwa den Söhnen und Erben Maurice FitzGeralds und Raymonds Onkel Robert FitzStephen.

### Späte Aktivitäten
Raymond blieb in dieser Zeit im Hintergrund. Erst 1178, als Miles de Cogan und Ralph, der Sohn von Robert FitzStephen, während eines verabredeten Treffens in Lismore ermordet wurden und nachfolgend die Gelegenheit zu einem Aufstand gegen die Engländer ergriffen wurde, eilte Raymond seinem Onkel Robert FitzStephen zu Hilfe. Raymond schiffte sich in Waterford mit zwanzig Rittern und hundert teilweise berittenen Bogenschützen ein und gelangte entlang der Küste nach Cork, wo er den Aufstand niederschlagen konnte.
In seinen letzten Lebensjahren scheint Raymond sich mit seinem Besitz beschäftigt zu haben. So wurde 1181 eine Burg in Fothairt Fea gebaut, die heute bei Tallow als Castlemore Mote bekannt ist. Sein Onkel Robert FitzStephen verstarb um 1186 und vererbte Raymond seine gesamten Besitztümer in Munster. 1190 wurde auf Glascarrig, seinem Besitz bei Wexford, ausgehend von der Abtei St. Dogmells in Llandudoch, Pembrokeshire, ein Priorat des benediktischen Reformordens von Tiron errichtet. Ob diese Gründung noch von Raymond unterstützt wurde, bleibt wegen seines ungewissen Todesdatums unklar.

### Raymonds Tod und Nachlass

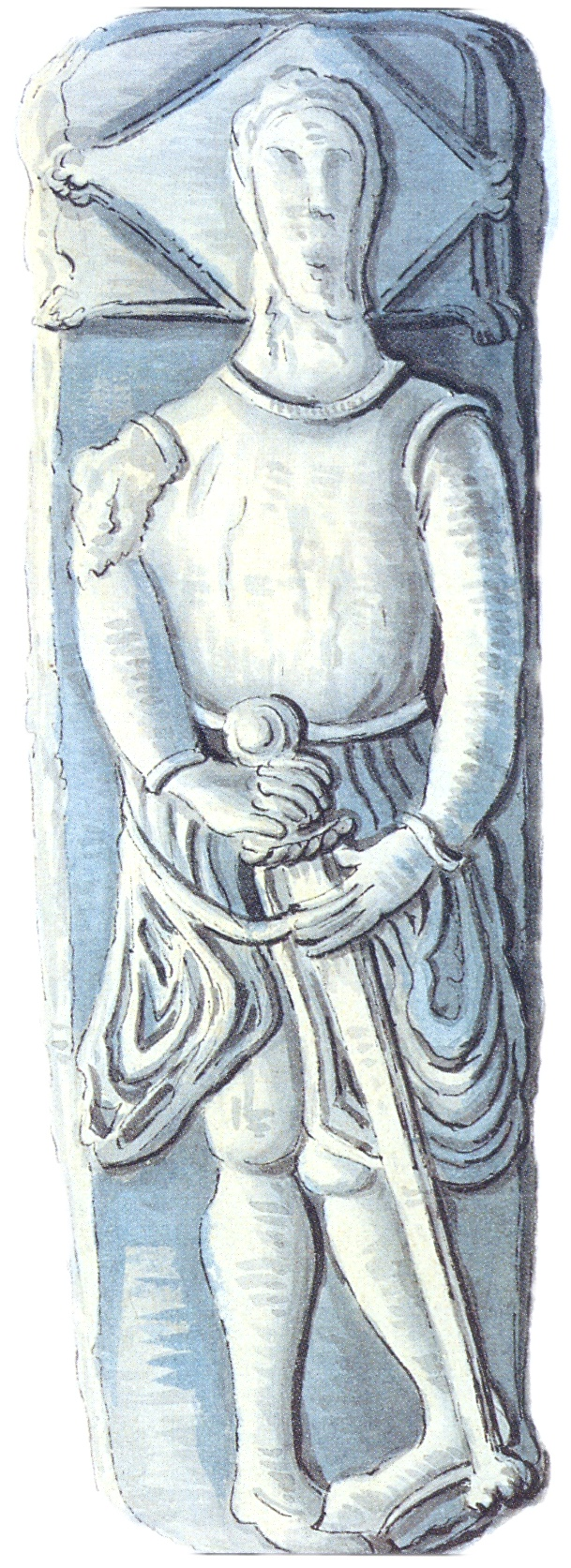
Verlorengegangene Grabplatte mit einem Relief von Raymond im Kloster Molana. Diese Tuschezeichnung wurde von Daniel Grose (1766–1838) angefertigt und ist das einzige Zeugnis dieser Grabplatte. Aufgrund der Zeichnung wurde die Grabplatte von Roger Stalley auf die Zeit zwischen 1250 und 1350 datiert.

Es ist unklar, wann genau Raymond verstarb. Die letzte bekannte urkundliche Erwähnung Raymonds erfolgte 1185. Er wird als Zeuge in einer Urkunde genannt, in der Johann, der jüngste Sohn Heinrichs, die Besitzungen der Zisterzienserabtei in Dublin bestätigte. Ebenso ist anzunehmen, dass ein Tod vor 1189 von Gerald in seinem Werk aufgezeichnet worden wäre. Basilia heiratete zwischen 1198 und 1201 Geoffrey FitzRobert, so dass Raymond zuvor verstorben sein muss.
Es bleibt auch unklar, wo Raymond beerdigt wurde. 1184 verfügte er zusammen mit seiner Frau, dass sie im Augustiner-Chorherrenstift St. Thomas in Dublin zu bestatten seien. Andererseits gibt es aber auch die fundierte Tradition, dass er im Kloster Molana bestattet sei. Es wäre denkbar, dass Raymond 1173 das Kloster kennenlernte. Ob die etwa gleichzeitige Reformierung des Klosters zu einem Augustiner-Chorherrenstift auf seine Initiative zurückging, bleibt unklar. Er galt aber in der nachfolgenden Tradition als Patron des Klosters.
Die Familie Smyth, der die Klosterinsel Molana seit Ende des 18. Jahrhunderts gehörte, errichtete zu Beginn des 19. Jahrhunderts im Refektorium des ehemaligen Klosters eine Gedenkplakette mit der Inschrift Hier liegen die Gebeine von Raymond le Gros, der im Jahre des Herrn 1186 verstarb. Allerdings ist das Todesjahr unbelegt und die Begräbnisstätte im Refektorium sehr unwahrscheinlich.
In der Urkunde von 1185 werden auch zwei Söhne Raymonds mit den Namen Walter und Richard erwähnt, die vermutlich nicht aus seiner Ehe mit Basilia stammten. Weil aus seiner Ehe mit Basilia keine Kinder hervorgingen, wurden seine Ländereien an seine Neffen weitervererbt: Fothairt Fea mitsamt der 1181 errichteten Burg ging an William de Carew und sein Besitz in Glascarrig wurde vererbt an einen anderen Neffen aus der Cantitune-Linie. Raymonds Sohn Richard de Carew übernahm Raymonds Ansprüche in Munster, die wegen ihrer entfernten Lage für andere uninteressant waren. Richard und seinen Nachkommen gehörte Fermoy, bis sie dort 1300 von David Roche abgelöst wurden.

## Raymond in der zeitgenössischen Betrachtung

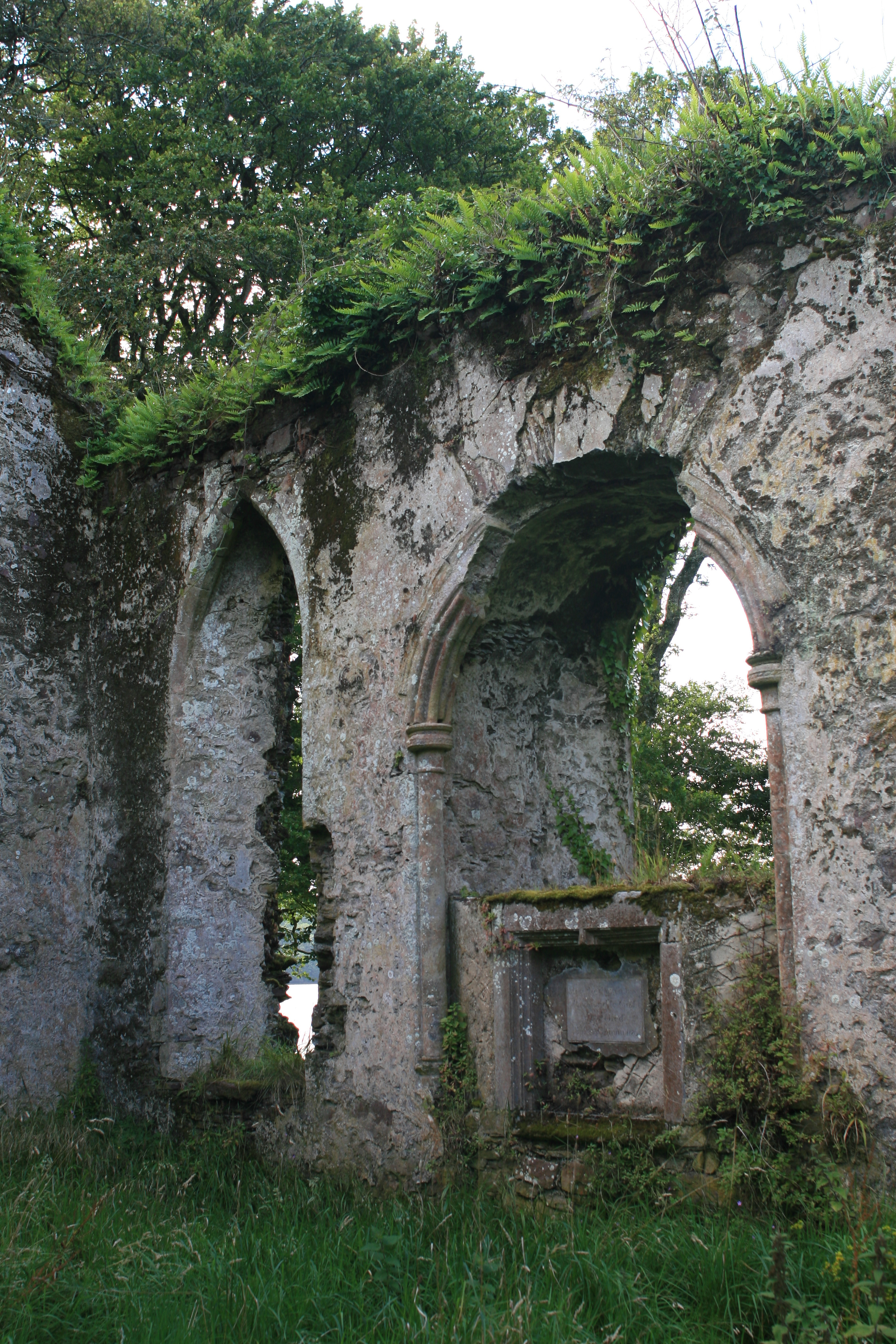
Gedenkstein für Raymond, errichtet von der Familie Smyth im ehemaligen Refektorium des Klosters Molana.

Die ausführlichste Darstellung von Raymond verdanken wir Giraldus, der Raymond persönlich kannte und ihn wahrscheinlich gegen 1185 in Fothairt Fea besuchte, so dass er Raymonds Sicht der Ereignisse aus erster Hand erfahren konnte. Außerdem holte er sich in den jahrelangen Vorbereitungen zu seinem Buch auch andere Auskünfte ein und bemühte sich um exakte Angaben, u. a. über die Zusammensetzung der jeweils eingesetzten Truppen und die Reisedistanzen, die er erstaunlich präzise ermittelte. Trotz der weitgehend korrekten Darstellung vieler Sachverhalte nimmt Giraldus im gesamten Text deutlich Partei für die Angehörigen seiner Familie. Die Gegenspieler Raymonds oder der anderen Familienangehörigen, wie beispielsweise Hervey de Montmorency oder William FitzAudelin, werden hingegen ausgesprochen negativ geschildert. Ein Teil der Motivation für das Schreiben dieses Werks mag auch die Bitterkeit gewesen sein, die Giraldus fühlte, nachdem die FitzGeralds bei der Verteilung der Ländereien und Ämter benachteiligt worden sind, obwohl sie die Invasion in wesentlichen Teilen getragen hatten.
Von all seinen Familienangehörigen ist Raymond für Giraldus der bevorzugte Held. In seiner ausführlichen Charakterisierung von Raymond beschreibt er ihn als korpulenten Mann leicht überdurchschnittlicher Größe, der trotz seines hohen Übergewichts sehr lebhaft sei. In Sorge um seine Truppen habe Raymond, so führt Giraldus weiter aus, schlaf- und ruhelose Nächte verbracht, in denen er umherwanderte und alles ständig überwachte. Nie sei es unter seinem Kommando zu gefährlichen Situationen durch Unachtsamkeit oder durch überhastete Aktionen gekommen. Er sei anspruchslos, er könne widrigen Umständen wie Hitze oder Kälte, Gefahr oder Mühsal widerstehen. Er handele ruhig überlegt, er versuche seinen Untergebenen eher zu helfen als sie zu kommandieren, fast als ob er mehr ihr Diener denn ihr Kommandant wäre. Giraldus hob abschließend Raymonds sehr großen Mut, seine überragende Fertigkeit im Umgang mit Waffen, sein Urteilsvermögen und seine militärische Voraussicht hervor. Hierfür, so Giraldus, genoss Raymond auch Anerkennung.
Dennoch stand Raymond auch nicht ohne Kritik da. Recht deutlich wird dies in der Darstellung von Giraldus in den Konflikten zwischen Raymond und Hervey de Montmorency. Ein Beleg hierfür ist die Beschwerde von Hervey an Heinrich II., in der er Raymond vorwirft, ganz Irland eigenmächtig für sich und seine Familie zu sichern. Selbst wenn der Vorwurf des Verrats überzogen war, so muss doch der Sinn des Feldzugs nach Limerick in Zweifel gezogen werden. Dies war wohl auch die Ansicht Heinrichs, der zwar die militärischen Aktionen bewunderte, aber Weisheit nur in der Aufgabe Limericks sah, die letztlich gegen Raymonds Willen erfolgte.
Deutlich anders ist die Perspektive des Autors des Lieds La Geste des Engleis en Yrlande. Die Identität des Autors ist nicht geklärt. Aufgrund der Referenz in den ersten Zeilen an Maurice Regan, der als Dolmetscher in den Diensten Dermot MacMurroughs stand, wird davon ausgegangen, dass der Autor mit ihm in Kontakt stand. Während ähnlich wie bei Giraldus die Schilderung aus der Sicht der Engländer erfolgte, fehlt im Lied jegliche Bevorzugung einzelner Helden oder einer der beteiligten Familien. Das Lied wurde von Dominica Legge als Text ohne Helden charakterisiert, das die Geschichte eines Feldzugs erzählt. Raymond wird daher in diesem Lied nur als einer der vier oder fünf führenden Kommandeure der Invasion genannt. Während Giraldus seinem Helden Raymond in vielen Fällen eine besondere Rolle zukommen lässt, fehlen entsprechende Hinweise im Lied. Ein Beispiel dafür ist die Belagerung von Waterford, bei der es in Giraldus' Darstellung Raymond gelingt, die Stadtmauer einzureißen.
Dennoch kommt Raymond im Lied nicht zu kurz. Bemerkenswerterweise enthält das Lied einen ausführlichen Lobgesang, das ihn zum Helden stilisiert:
Dirrai vus de un chevaler,

Reymund le Gros l'oï nomer.

Barun esteit icil vaillant,

Vassal hardi e conquerant.

Asez ert riches e manant

E de ses pers le plus puissant.

Conestable est Reymun

De Leynestere la regïun.

Chevalers retint e bone gent

Par le cunte commandement.

Chevalers tint e souders,

Archers, serjanz e poigners,

Pur mettre a hunte e a bellei

De Yrlande les enemis le rei.
Übersetzt: Ich werde Euch von einem Ritter erzählen, der Raymond le Gros genannt wurde. Er war ein tapferer Baron, ein wackerer und siegreicher Gefolgsmann. Er war sehr reich und mächtig und zählte die Mächtigsten zu seinen Ebenbürtigen. Raymond ist Constable der Region von Leinster. Er hält die Ritter und die guten Männer unter dem Kommando des Grafen. Er warb Ritter und Soldaten, Bogenschützen, Söldner und Fußvolk, um des Königs Feinde in Irland zu jagen und zu beschämen.

## Sekundärliteratur
- Goddard Henry Orpen: Ireland under the Normans. Vier Bände, die ursprünglich 1911 und 1920 erschienen sind. Eine neue integrierte Ausgabe von 2005 ist verfügbar von Four Courts, Dublin, ISBN 1-85182-715-3.
- Edmund Curtis: A History of Mediaeval Ireland from 1110 to 1513. Maunsel & Roberts, Dublin 1923.
- Richard Roche: The Norman Invasion of Ireland. Anvil Books, Dublin 1995, ISBN 0-947962-81-6.
- Sean Connolly (Hrsg.): The Oxford Companion to Irish History. Oxford University Press, 1998, ISBN 0-19-211695-9. (Auf Seite 473 findet sich der Eintrag zu Raymond fitz William, called le Gros.)
- Nicholas Furlong: Diarmait, King of Leinster. Mercier Press, Cork 2006, ISBN 1-85635-505-5.